# Штетфелд
Штетфелд (њем. Stettfeld) општина је у њемачкој савезној држави Баварска. Једно је од 26 општинских средишта округа Хасберге. Према процјени из 2010. у општини је живјело 1.209 становника. Посједује регионалну шифру (AGS) 9674201.

## Географски и демографски подаци
Штетфелд се налази у савезној држави Баварска у округу Хасберге. Општина се налази на надморској висини од 240 метара. Површина општине износи 11,2 km². У самом мјесту је, према процјени из 2010. године, живјело 1.209 становника. Просјечна густина становништва износи 108 становника/km².